# Interface
Een interface is een koppelvlak waarmee twee systemen met elkaar communiceren.
Mens en machine kunnen (nog) niet zonder problemen met elkaar communiceren. Zo is de informatie die voor een mens begrijpelijk is (bijvoorbeeld woorden en beelden) niet hetzelfde als de informatie van bijvoorbeeld een computer (enen en nullen). Hier hebben ze een interface voor nodig. Een interface zet informatie van het ene systeem om in begrijpelijke en herkenbare informatie van een ander systeem. De keuze van het woord 'systeem' laat al zien dat interface niet alleen geldt voor mens-computer communicatie. Zo is er ook een interface nodig voor communicatie tussen twee computeronderdelen. Maar ook soms tussen twee mensen. Mensen die niet dezelfde taal spreken maken bijvoorbeeld gebruik van een tolk. Ook buiten de computerwereld zijn interfaces overal te vinden. Zo zijn de afstandsbediening van een televisietoestel of de knoppen op een MP3-speler ook voorbeelden van interfaces. Een interface is dus een schakel tussen twee systemen.
Interface is een term die dankzij de opkomst van de computers zijn bekendheid kreeg. Een beeldscherm is een voorbeeld van een interface tussen een computer en een gebruiker; het draagt de digitale informatie van de computer over in tekstuele of grafische vorm. Voor de besturing van de computer door de gebruiker is ook een interface nodig: meestal is dit een toetsenbord, vaak in combinatie met een muis of trackball. Door de besturing door de gebruiker op het beeldscherm te tonen kan de gebruiker verifiëren of de aansturing correct is. Wanneer hierbij gebruik wordt gemaakt van grafische elementen wordt gesproken van een GUI (graphical user interface), bijvoorbeeld bij Microsoft Windows of het X Window System. De tegenhanger hiervan is de command-line-interface, of text-based interface, die gebaseerd is op het invoeren van tekstuele commando's. Communicatie met de computer gebeurt dan altijd met behulp van een toetsenbord. Een voorbeeld van een dergelijke interface is MS-DOS, de voorloper van Microsoft Windows.
Een zogenaamde application programming interface (API) definieert de interface tussen twee computerapplicaties (meestal via een softwarebibliotheek).

## Andere betekenissen
Interface kan in de ecologie ook het grensoppervlak tussen twee verschillende media betekenen, zoals tussen water en zand of tussen lucht en water.